# О Донпродкоме и злоключениях заместителя Донпродкомиссара товарища Птицына
«О Донпродкоме и злоключениях заместителя Донпродкомиссара товарища Птицына» ― рассказ русского советского писателя Михаила Александровича Шолохова, написанный в 1923―1925 годах.

## Публикации
Впервые рассказ «О Донпродкоме и злоключениях заместителя Донпродкомиссара товарища Птицына» опубликован в авторском сборнике «Лазоревая степь. Донские рассказы. 1923―1925», М.: Московское товарищество писателей, (1931).

## Сюжет
В основу сюжета произведения, написанного в форме сказа, легла трагикомическая история казачка Проваторовской станицы, продработника Игната Птицына, в основе которой его соперничество с «товарищем Гольдиным», дослужившимся до звания продкомиссара. Отставший от эшелона Птицын переезжает в поисках Гольдина и Донпродкома из города в город, претерпевая различные злоключения. Наконец, как ему кажется, он становится заместителем продкомиссара, но в конечном итоге утрачивает эту должность.

## Критика
И. Г. Лежнев первым обратил внимание на «весёлые, простодушные, комические фигуры», подобные Птицыну, в раннем творчестве писателя, получившие «дальнейшее развитие в образах Прохора Зыкова („Тихий Дон“), деда Щукаря („Поднятая целина“)». Он же отмечал, что причудливое переплетение иностранных слов с просторечием ― «далеко не единственный и, пожалуй, не главный приём Шолохова в юмористическом сказе. Пружина здесь в комизме самих положений. А смешное в лексике разыгрывается подчас, так сказать, на чистом месте, без каверзных иностранных подножек».
А. А. Палшков полагал, что в рассказе «в форме ещё несовершенной, но уже свидетельствующей о таланте автора, раскрываются важные мысли об отношении к крестьянству».
Черты «стихийности» и «партизанщины» отмечали в натуре и поведении Игната Птицына, А. А. Журавлёва и А. Н. Ковалёва, связывая этот характер с образом Макара Нагульнова из романа «Поднятая целина».

## Персонажи
- Гольдин ― «дружок» и «тесный товарищ» главного героя рассказа Птицына, продработник, сначала в станице Проваторовской, затем в Курской губернии, Саратове, Тамбове и Сибири.

- Медведев ― председатель Донисполкома в Саратове.

- Председатель Донпродкома в Ростове ― безымянный персонаж, направляет Птицына в Сальский округ.

- Игнат Птицын ― рассказчик и главный герой, казак Проваторовской станицы, продработник в станице Тепикинской и Проваторовской, Фатяжском уезде Курской губернии; рассказывает о своих злоключениях в поисках Донпродкома, от которого он отбился, отстав от эшелона.

- Хозяйка ― безымянная вдова лет пятидесяти, у которой остаётся Птицын на время болезни.